# Топчу, Андрей Владимирович
Андре́й Влади́мирович То́пчу (17 апреля 1980, Краснодар) — российский футболист, полузащитник.

## Карьера

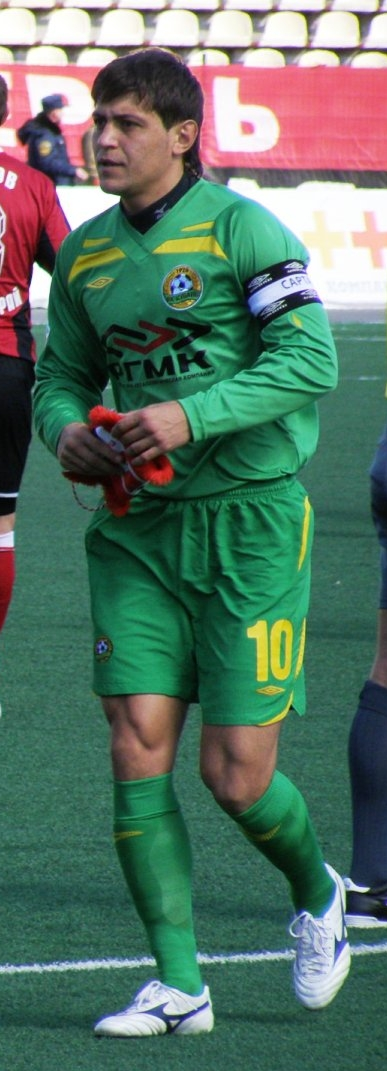
Топчу в составе «Кубани».

Воспитанник СДЮШОР «Кубань». До 2001 года играл за любительский клуб «Вагонник» Краснодар, после чего начал профессиональную карьеру в клубе зоны «Юг» Второго дивизиона «Краснодар-2000», в составе которого занял 4-е место в турнире, сыграв за сезон 37 матчей и забив 11 мячей в лиге и сыграв 2 матча и забив 1 мяч в Кубке России. В 2002 году перешёл в «Кубань», за которую выступал до 2006 года, дважды выходил вместе с командой в Высший дивизион в 2003 и 2006 году, всего проведя за это время 124 матча и забив 11 мячей за основной состав и ещё сыграв один матч за дубль в 2004 году.
В январе 2007 года находился на просмотре в самарских «Крыльях Советов», однако, в феврале перешёл в клуб «Москва», но закрепиться в его составе не смог, сыграл за клуб только один матч в Премьер-лиге, три матча в Кубке России и 13 матчей за дубль, после чего 15 августа был отзаявлен и вернулся в «Кубань», в составе которой вышел на поле уже 19 августа, всего в сезоне 2007 года провёл за «Кубань» 9 матчей. В сезоне 2008 года сыграл за «Кубань» 34 матча, забил 1 гол и, вместе с командой, в третий раз в карьере вышел в высший дивизион.
21 марта 2009 года дебютировал в качестве капитана команды в игре против московского «Спартака» (1:0). Всего в сезоне провёл за «Кубань» 24 матча в чемпионате, забил один гол. По итогам сезона был признан лучшим футболистом региона по версии спортивных журналистов края и Адыгеи.
В январе 2010 года Топчу в интервью объявил, что может покинуть «Кубань», которая затем 18 января отправилась на первый зарубежный сбор без него. 19 января было сообщено, что Топчу прибыл в расположение клуба «Жемчужина-Сочи», контракт с которым должен подписать в ближайшее время. Однако сам игрок опроверг эту информацию.
14 февраля было сообщено, что Топчу переходит в «Амкар». 25 февраля Топчу подписал с «Амкаром» трёхлетний контракт. Дебютировал в составе «Амкара» 12 марта в выездном матче первого тура чемпионата против ЦСКА. За весь 2011 год сыграл за «Амкар» в одном матче, в котором вышел на замену и провел на поле 35 минут. Причиной, по которой Топчу фактически пропустил 2011 год, явилась тяжелая травма колена, полученная им ещё в 2010 году. В конце 2011 года было объявлено, что Топчу в числе других игроков «Амкара» выставлен на трансфер. 14 июня 2012 года «Амкар» расторг контракт с футболистом.
5 августа 2018 года принял участие в первом официальном матче возрождённой болельщиками и бывшими игроками клуба команды «Кубань», отметился в поединке сначала голом в первом тайме, а в конце второго оформил дубль.

## Достижения
Финалист Кубка России: (1)
- 2006/07 (ФК «Москва»)

2-е место в Первом дивизионе России (выход в Высший дивизион): (3)
- 2003, 2006, 2008 (все с ФК «Кубань»)

## Личная жизнь
Жена Елена, сын Матвей (род. 29 декабря 2002), дочь Полина (род. 16 августа 2007), сын Арсений (род. 2 февраля 2020).